# Pind (banespil)
Pind eller at spille pind er en sportsgren og gammel børneleg, hvor to hold skiftes til at anvende en større pind til at vippe -eller slå en mindre pind afsted. Hvis modstanderholdet griber pinden, skal holdene bytte plads. Holdene spiller på en bane, der ifølge Dansk Pind Union skal være 15 x 15 meter, og der er et inde- og udehold præcis som i langbold. Hvert hold kan bestå af 5-8 deltagere, så længe der er lige mange spillere på hvert hold. Derudover skal man benytte "en pind" (30 cm), "en pind-pind" (150 cm) og et gærde (to kævler eller- mursten à 15x30cm). Kun indeholdet kan score point. Formålet med spillet er at score flere point end modstanderen.
Sammenfattende kan Pind karakteriseres som en krydsning mellem cricket og rundbold, men bat og bold er i stedet byttet ud med førnævnte udstyr. Som spiller skal man kunne kaste, gribe, løbe og forsvare, hvilket stiller krav til den enkelte spillers fysiske formåen.